# Jim Courier
James "Jim" Courier, född 17 augusti 1970 i Sanford, Florida, är en amerikansk högerhänt före detta professionell tennisspelare. Han blev professionell tennisspelare på ATP-touren 1988. Under sin karriär vann Courier 23 singel- och 6 dubbeltitlar och var en av världens tio bästa spelare 1991, 1992, 1993 och 1995. Han vann 4 Grand Slam-titlar i singel, två i Franska öppna och två i Australiska öppna.  Den 10 februari 1992 rankades han för första gången som världsetta i singel, en position han hade sammanlagt i 58 (icke-konsekutiva) veckor. Han var den tionde spelaren sedan rankingsystemet infördes 1973 som innehade den positionen. Den 12 september 1993 övertog Pete Sampras förstaplatsen. Jim Courier upptogs 2005 i International Tennis Hall of Fame.

## Tenniskarriären
Courier fick sitt genombrott som spelare i Grand Slam-sammanhang 1991, när han vann singeltiteln i Franska öppna genom finalseger över Andre Agassi. Han spelade också final i US Open i september samma år, en final han förlorade mot Stefan Edberg. Svensken, som då var i sitt livs form och rankad som världsetta, utklassade Courier i tre raka set. Courier mötte Edberg i ytterligare två singelfinaler i GS-turneringar och vann båda. Säsongen 1992 finalbesegrade han Edberg i Australiska öppna och upprepade segern året därpå.
Courier vann Franska öppna 1992 genom att finalbesegra Petr Korda och blev för första gången världsetta.
Han inledde säsongen 1993 med seger i Australiska öppna. I maj nådde han sin tredje raka final i Franska öppna, vilken han dock förlorade mot Sergi Bruguera. En månad senare spelade han final i Wimbledonmästerskapen, men besegrades av Pete Sampras.
Förutom sina fyra GS-titlar vann Courier ytterligare 19 singteltitlar på ATP-touren perioden 1989-98. Han finalbesegrade i turneringarna spelare som Michael Chang, Andre Agassi, Richard Krajicek och Boris Becker. Courier vann totalt sex tourtitlar i dubbel.
Jim Courier spelade i det amerikanska Davis Cup-laget under perioden 1991-1999. Han spelade totalt 27 matcher och vann 17 av dessa. Han deltog i det segrande laget 1992, då amerikanarna mötte Schweiz i cup-finalen som spelades i USA. Han besegrade Jakob Hlasek (6-3, 3-6, 6-3, 6-4), men förlorade mot Marc Rosset (3-6, 7-6, 6-3, 4-6, 4-6). USA vann med 4-1 i matcher. I den föregående semifinalen besegrade det amerikanska laget Sverige. Courier vann då sin match mot Nicklas Kulti, men förlorade mot Magnus Larsson. Courier deltog även i det segrande laget 1995, då spelades finalen mot Ryssland. Courier förlorade båda sina singelmatcher, mot Jevgenij Kafelnikov och Andrej Chesnokov.

## Spelaren och personen
Jim Courier vann som junior bland annat juniordubbeltiteln i Franska öppna (1986 och 1987). Han var en skicklig spelare oavsett underlag. Hans spelstil karakteriserades av mycket hårda servar och grundslag, de senare har beskrivits som närmast "brutala". Särskilt var hans hårda precisa forehandslag fruktade av motståndarna. Han är känd för sitt intresse, vid sidan av tennisen, för baseboll, och han uppträdde regelmässigt under sina tennismatcher i basebollkeps.
Han avslutade sin aktiva tävlingskarriär 2000. Därefter har han fungerat som tränare, bland annat för USA:s DC-lag, där han biträder lagkaptenen Patrick McEnroe. Han är också TV-kommentator sedan 2005.

## Grand Slam-finaler

### Singeltitlar (4)
```
År Mästerskap Finalmotståndare Setsiffror

1991     
Franska öppna
             
Andre Agassi
               3-6, 6-4, 2-6, 6-1, 6-4  
1992     
Australiska öppna
         
Stefan Edberg
              6-3, 3-6, 6-4, 6-2
1992     Franska öppna             
Petr Korda
                 7-5, 6-2, 6-1
1993     Australiska öppna Stefan Edberg              6-2, 6-1, 2-6, 7-5
```

### Finalförluster (3)
```
År Mästerskap Finalmotståndare Setsiffror

1991     
US Open
                   Stefan Edberg              6-2, 6-4, 6-0
1993     Franska öppna             
Sergi Bruguera
             6-4, 2-6, 6-2, 3-6, 6-3
1993     
Wimbledon
                 
Pete Sampras
               7-6, 7-6, 3-6, 6-3
```